# تجانح

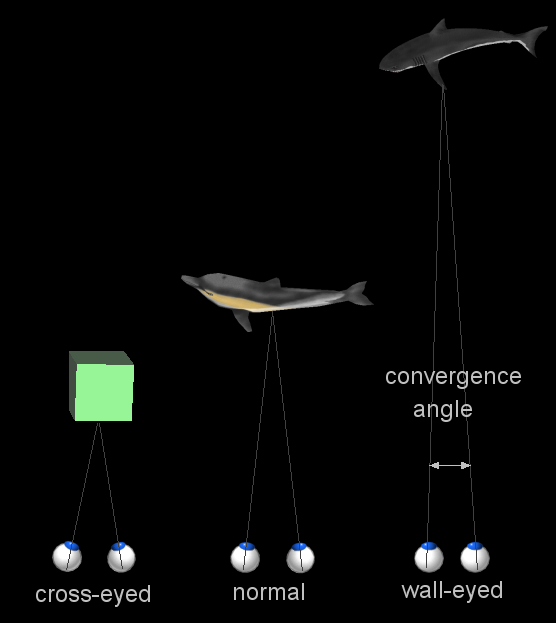
تتلاقى العينان في نقطة لتشير لنفس الجسم.

التجانح هي الحركة المتزامنة لكلا العينين في اتجاهين متعاكسين للحصول أو المحافظة على رؤية ثنائية واحدة. 
عندما ينظر مخلوق ذو رؤية ثنائية إلى جسم ما، يجب أن تدور العينان حول محور أفقي فيكون إسقاط الصورة في وسط الشبكية في كلتا العينين. لإلقاء نظرة على جسم قريب، تدور العينان تجاه بعضهما البعض ( تقارب ) ، أما بالنسبة لجسم أبعد، تدوران بعيدًا عن بعضهما البعض ( انحراف ). يعرف التقارب المفرط بالمشاهدة عبر الأعين (مثل التركيز على الأنف). أما عند النظر لمسافة بعيدة، تتباعد العينان عن بعضهما حتى تتوازيان، وتثبتان في نفس النقطة عند اللانهاية (أو بعيدة جدًا).
ترتبط حركات التجانح ارتباطًا وثيقًا بـ تكيف (عين). في الظروف العادية، تغيير تركيز العين للنظر لجسم على مسافة مختلفة سيؤدي تلقائيًا إلى التجانح وتكيف العين، والمعروف أحيانًا باسم تكيف انعكاسي لا إرادي .
على عكس سرعة حركة العين الرمشية التي تبلغ 500 درجة / ثانية، فإن حركة التجانح أبطأ بكثير، بحوالي 25 درجة / ثانية. قد تحتوي العضلات خارج العين على نوعين من الألياف لكل منهما إمداداته العصبية الخاصة، وبالتالي آلية مزدوجة.  

## الأنواع
الأنواع التالية من التجانح تعمل كتراكب:
- تجانح توتري : هو التجانح بسبب توتر عضلة خارج المقلة الطبيعي، دون تكيف ودون محفز لاندماج بصر العين. ينقل التجانح التوتري العين من وضع تشريحي للراحة (الذي سيكون وضع العين إذا لم تكن محفزة) إلى الوضع الفسيولوجي للراحة. [2]
- التجانح التكيفي : هو التجانح الذي يقوده غشى البصر.
- التجانح الاندماجي (أيضًا: التجانح المتباين، التجانح بسبب التباين ، أوالتجانح المنعكس ): هو التجانح الناتج عن تحفيز اندماج بصر العينين.
- التجانح التقريبي : هو التجانح بسبب إدراك وجود جسم ثابت قريب أو بعيد في غياب التباين وغياب إشارات التكيف. كما يشمل ذلك أيضًا التجانح الناتج عن نية الشخص لتثبيت جسم ما في الظلام. [3]

يقاس التجانح التكيفي على أنه النسبة بين مقدار التقارب الذي يحدث لتكيف معين (AC/A ratio, CA/C ratio).
في بعض الأحيان يعرف التجانح التقريبي أيضًا بـ التجانح الغير إرادي، والذي يعني بشكل عام التجانح تحت تحكم لا إرادي ويعد أحيانًا نوعًا خامسًا من التجانح.  و التجانح الغير إرادي مطلوب أيضًا لمشاهدة الرسم التلقائي بالأضافة لعبور العيون الغير إرادي. و عادة ما يصاحب التقارب الغير إرادي تكيف (العين) وتقبض الحدقة (تضيق الحدقة) ؛ ومع ذلك فإن في كثير من الأحيان، ومع الممارسة الممتدة، يمكن للأشخاص تعلم الفصل بين التكيف والتجانح. 
يشار للتجانح أيضًا وفقًا لاتجاهاته : تجانح أفقي، تجانح رأسي، وتجانح التوائي( التجانح الدوراني). يتم تعريف التجانح الأفقي بالتقارب (أيضًا: التجانح الإيجابي) أو الانحراف (أيضًا: التجانح السلبي). تنتج حركات التجانح للعين من نشاط ست عضلات في العين . ويتم تعصيبها من ثلاثة أعصاب قحفية هي: العصب المبعد ، و العصب البكري والعصب المحرك للعين . أما الجهد الأفقي فيضم بشكل رئيسي على المستقيم الإنسي والجانبي .

### التقارب
في طب العيون، التقارب هو الحركة الداخلية المتزامنة للعينين تجاه بعضهما البعض، وعادة ما تكون محاولة للحفاظ على رؤية ثنائية واحدة عند النظر لجسم ما.  و تعد حركة العين الوحيدة الغير مترافقة، ولكنها بدلاً من ذلك تقلب العين إلى المحور الرئيسي للجسم.  و التقارب هو واحد من ثلاث عمليات تقوم بها العين لتركيز الصورة بشكل صحيح على الشبكية. في كل عين، سيشير المحور البصري نحو الجسم المراد من أجل تركيزه على النقرة.  يتم إجراء ذلك بوساطة العضلة المستقيمة الإنسية ، التي يعصبها العصب القحفي الثالث . و هو نوع من حركة تجانح العين ويتم عن طريق العضلات الخارجية..الشفع، والذي يشار إليه عادة بالرؤية المزدوجة يمكن أن يحدث في حال كانت إحدى عضلات العين الخارجية أضعف من الأخرى. وينتج هذا لأن الجسم الذي يتم رؤيته يتم إسقاطه إلى أجزاء مختلفة من شبكية العين، الأمر الذي يجعل الدماغ يرى صورتين.
يعتبر قصور التقارب مشكلة شائعة في العين، كما أنه السبب الرئيسي وراء إجهاد العين وعدم وضوح الرؤية والصداع.  و هذه المشكلة كثر شيوعًا عند الأطفال.

يتم قياس نقطة التقارب القريبة (NPC) عن طريق تقريب جسم من الأنف وملاحظة عندما يرى المريض الضعف، أو انحراف إحدى العينين. قيم نقطة التقارب القريبة العادية تصل إلى 10 سم. أي قيمة نقطة تقارب قريبة أكبر من 10 سم تعتبر بعيدة، وعادة تكون بسبب ارتفاع الاحولال الوحشي عن قرب. القريب.
علاوة على ذلك، فإن دراسات الحديثة أثبتت أيضًا أن طاقة تنغستن الطيفية تؤثر على التقارب الذي يمكن أن يُظهر أيضًا تأثيرًا على القراءة والمهام البصرية القريبة بسبب سطوعها وضيق الحدقة. يمكن أن تؤدي القراءة لفترات طويلة والعمل تحت هذه الإضاءة إلى اضطرابات التقارب والتعب البصري 

### الأنحراف

تتباعد العين اليمنى بينما تبقى العين اليسرى مستقرة نسبيًا - مثال على الأنحراف الجزئي

في طب العيون، الانحراف هو الحركة الخارجية المتزامنة لكلا العينين بعيدًا عن بعضهما البعض، وعادة ما تكون محاولة للحفاظ على رؤية ثنائية واحدة عند النظر لجسم معين. وهو نوع من حركة تجانح العين. و يرى انحراف العين في الاتجاه العمودي من الناحية الفسيولوجية من أثناء إمالة الرأس، بسبب الإشارات الدهليزية، وعند عرض صورة بصرية دوارة. 

## اختلال التجانح الوظيفي
يوجد عدد من اختلالات التجانح الوظيفية:  
- الاحولال الوحشي الأساسي
- قصور التقارب
- تقارب رؤيه مستصغرة
- فرط الانحراف
- الاحولال الأنسي الأساسي
- فرط التقارب
- قصور التباعد
- خلل في التجانح الاندماجي (تقليل التجانح الاندماجي الموجب والسالب، مع أحولال طبيعي أو شبه طبيعي)
- انحراف حافِ

السيطرة على التجانح، والتقارب المفرط المرتبط بالتكيف الإضافي المطلوب للتغلب على خطأ الانكسار المفرط، يلعبان دورًا في بداية الحول التكيفي . التفسير الكلاسيكي لبداية الحول التكيفي هو تعويض عن بعد النظر عن طريق التقارب التكيفي المفرط. و هي منطقة بحث نشطة لفهم الأسباب التي تجعل حالة العديد من الأطفال الرضع الذين يعانون من مد البصر تتطور لحول التكيفي بينما لا يحدث ذلك الأخرين، وهو التأثير الدقيق للتجانح في هذا السياق. 